# Ténedos
Ténedos (en turco y oficialmente Bozcaada; en griego Τένεδος, Ténedos) es una isla cerca de la entrada al estrecho de los Dardanelos, al noreste del mar Egeo, perteneciente al distrito de Bozcaada. Es de las pocas islas habitadas de este mar pertenecientes a Turquía. Situada entre la isla turca de Imbros al norte y las islas griegas de Lemnos al noroeste, Agios Efstratios al sudoeste y Lesbos al sur, pertenece a la provincia de Çanakkale como un distrito y también forma un ayuntamiento. Los islotes o "roqueríos" alrededor de la isla, todos deshabitados, son consideradas parte del distrito y ayuntamiento de Ténedos.
El centro del distrito es la pequeña ciudad de Bozcaada, en la costa oriental, donde destaca un antiguo castillo veneciano. La máxima altitud en la isla es el cerro de Göztepe (191 m). 
Tiene 36 km² y unos 2500 habitantes, dedicados principalmente a la pesca y el turismo. La uva y el vino de Ténedos han sido famosos durante siglos. La población es de mayoría turca, pero aún quedan un centenar de ciudadanos turcos de origen griego en la isla.

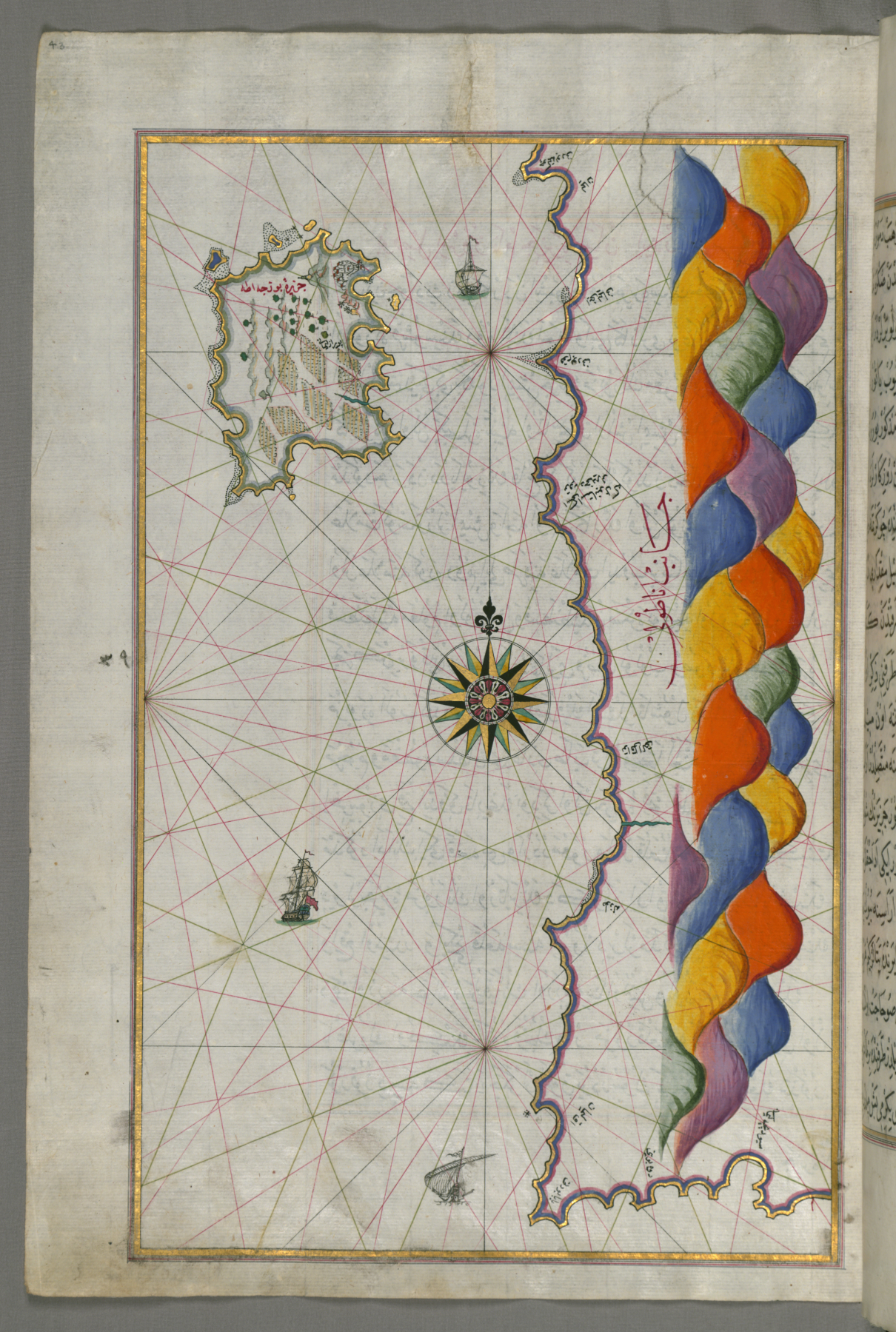
Mapa de Ténedos de Piri Reis,

## Historia antigua
Situada en la costa de la antigua Tróade, se la ha conocido también por los nombres de Léucofris, Calidna, Fenice o Lirnessos y fue llamada Ténedos supuestamente por Tenes, hijo de Cicno. La isla tenía solo una ciudad, de nombre también Ténedos, fundada por los eolios, con dos puertos, uno de ellos llamado «Boreal». Tenía un templo dedicado a Apolo Esminteo. Las leyes insulares eran muy respetadas por los mismos isleños y por otros griegos. Aristágoras fue magistrado jefe de la isla.
Durante la invasión persa fue ocupada temporalmente. En la guerra del Peloponeso fue aliada de Atenas y le pagaba un tributo de 3.426 dracmas al año. En 389 a. C. la isla fue arrasada por los espartanos como represalia por su fidelidad a Atenas. Por la paz de Antálcidas la isla fue cedida a Persia, aunque se mantuvieron intensas relaciones con Atenas. Recuperó la libertad con Alejandro Magno. Cayó en manos de Farnábazo, pero los isleños se rebelaron y se hicieron otra vez independientes. Durante las guerras de Macedonia contra Roma, fue un punto estratégico. Lucio Licinio Lúculo libró en aguas de Ténedos una batalla contra Mitrídates VI del Ponto. Progresivamente perdió importancia y hacia el final de la República romana se puso bajo el protectorado de la ciudad de Alejandría de Tróade. Se mantuvo sin continuar decayendo durante el Imperio romano. Justiniano construyó allí unos graneros para recoger el trigo que llegaba de Egipto en su ruta hacia Constantinopla.

## Historia moderna

Localización de la isla de Ténedos.

La isla fue conquistada por los turcos otomanos a la República de Venecia y anexionada al Imperio otomano en 1455, durante el reinado de Mehmed II. Desde entonces, salvo la toma veneciana entre julio de 1656 y julio de 1657 y la ocupación rusa en 1807, fue territorio turco. Conquistada por la armada griega en octubre de 1912, durante las guerras balcánicas, pero por el Tratado de Londres (1913) fue restituida como parte del Estado otomano. La Primera Guerra Mundial impidió que la isla fuese devuelta a los turcos, y Grecia la administró de facto hasta el 12 de noviembre de 1922. El Tratado de Paz de Lausana (1923) reconoció la soberanía turca de la isla y la devolvió a la República de Turquía, sucesora del desaparecido Imperio otomano. El 20 de septiembre de 2013, el pueblo de Bozcaada celebró el 90 Aniversario de la Liberación.